# Ottmar Hitzfeld
Ottmar Hitzfeld (Lörrach, 12 de janeiro de 1949) é um ex-treinador e ex-futebolista alemão que atuava como atacante. Seu ultimo trabalho foi dirigir a Seleção Suíça na Euro de 2012 e nas Copas do Mundo de 2010 e 2014. Possui vários títulos importantes na sua carreira que durou mais de trinta anos como 2 Liga dos Campeões da UEFA e 7 Campeonato Alemão.
Hitzfeld foi eleito melhor treinador do ano por duas vezes 1997 e 2001. Ele é um dos seis treinadores que já venceram a Liga dos Campeões da UEFA por dois clubes diferentes, junto com Josep Guardiola, Ernst Happel, José Mourinho, Jupp Heynckes e Carlo Ancelotti.
Hitzfeld se tornou treinador da Suíça em 2008. Suíça terminou em primeiro no seu grupo da eliminatórias para a Copa do Mundo da FIFA 2010. Embora tenha começado bem a copa, vencendo a Espanha por 1 a 0, a Seleção Suíça não conseguiu bons resultados na sequência e perdeu por 1 a 0 para o Chile e empatou de 0 a 0 com Honduras e acabou sendo eliminada na primeira fase.
A seleção suíça não conseguiu se classificar para a Eurocopa 2012, ficando em terceiro no seu grupo, atrás da Inglaterra e Montenegro.
Hitzfeld conseguiu classificar a Suíça para a sua segunda Copa do Mundo consecutiva, fazendo uma campanha invicta e se classificando em primeiro no seu grupo das eliminatórias europeias. Ele anunciou que sairá do comando da seleção após a Copa do Mundo de 2014.
Como jogador teve destaque no Basel e no Stuttgart.

## Títulos

### Como jogador
FC Basel
- Campeonato Suíço: 1971-72, 1972-73
- Copa da Suíça: 1974-75

#### Individual
- Artilheiro do Campeonato Suíço: 1973 - (18 gols)

### Como treinador
SC Zug
- Campeonato Suíço - Segunda Divisão: 1983-84

FC Aarau
- Copa da Suíça: 1984-85

Grasshopper
- Campeonato Suíço: 1989-90, 1990-91
- Copa da Suíça: 1988-89, 1989-90
- Supercopa da Suíça: 1989

Borussia Dortmund
- Liga dos Campeões da UEFA: 1996-97
- Campeonato Alemão: 1994-95, 1995-96
- Supercopa da Alemanha: 1995, 1996

Bayern de Munique
- Copa Intercontinental: 2001
- Liga dos Campeões da UEFA: 2000-01
- Campeonato Alemão: 1998-99, 1999-00, 2000-01, 2002-03, 2007-08
- Copa da Alemanha: 1999-00, 2002-03, 2007-08
- Copa da Liga Alemã: 1998, 1999, 2000, 2007

#### Individual
- Melhor treinador do mundo: 1997, 2001
- 13º Melhor Treinador de Todos os Tempos da ESPN: 2013[1]
- 17º Melhor Treinador de Todos os Tempos da World Soccer: 2013[2][3]
- 19º Melhor Treinador de Todos os Tempos da France Football: 2019[4][5][6]

Também é conhecido como o único treinador a vencer a Liga dos Campeões da UEFA por 2 times do mesmo país.